# Тасирхой
Тасирхо́й (рос. Тасырхой) — село у складі Борзинського району Забайкальського краю, Росія. Входить до складу Приозерного сільського поселення.

## Населення
Населення — 34 особи (2010; 77 у 2002).
Національний склад (станом на 2002 рік):
- буряти — 91 %